# 조 엥겔
조지프 윌리엄 엥겔(Joseph William Engel, 1893년 3월 12일~1969년 6월 12일)은 미국의 전 프로 야구 선수이자 스카우트로, 메이저 리그 베이스볼(MLB)에서 좌완 투수로 뛰었다. 선수 시절 커리어의 대부분을 워싱턴 세너터스에서 뛰었으며, 신시내티 레즈, 클리블랜드 인디언스에도 몸담았다. 은퇴 이후에는 마이너 리그 베이스볼 팀인 채터누가 룩아웃츠의 구단주로 이름을 알렸다. 1969년에 76세의 나이로 사망했다.